# Georges de Brébeuf
Georges de Brébeuf  (* 1617 in Torigni-sur-Vire; † 24. September 1661 in Caen) war ein französischer Schriftsteller und Übersetzer des Barock und der frühen Klassik.

## Leben und Werk
Brébeuf studierte in Caen und Paris. Er kannte Pascal und Corneille persönlich und war befreundet mit Conrart, Ménage, Chapelain und Mézeray. Seine bedeutendste Arbeit ist die Versübersetzung des Bellum civile (oder: Pharsalia) von Marcus Annaeus Lucanus (1654–1655). Das größte Aufsehen erregte er mit der burlesken Umdichtung dieses Textes u. d. T. Lucain travesty (Der travestierte Lukan, d. h. Der in einer Travestie verspottete Lukan, 1656). Eine schon länger sich ankündigende Krankheit zwang ihn zur Aufgabe seiner Rolle als Hofdichter und zum Rückzug in das Kloster seines jüngeren Bruders. Dort dichtete er umfangreiche Gebete und Meditationen, die in neuester Zeit wieder herausgegeben wurden, und starb im Alter von 44 Jahren unter Zurücklassung einer (von seinem Bruder postum herausgegebenen) theologischen Schrift, in der er nachweist, dass die von Calvin an der Lehre der Katholischen Kirche monierten Punkte kein Schisma rechtfertigten.
Georges de Brébeuf war der Neffe des heiligen Jean de Brébeuf und der ältere Bruder von Nicolas de Brébeuf (1631–1691), Prior des Klosters Saint-Gerbold in Venoix bei Caen.

## Werke
- L'Aenéide de Virgile en vers burlesques. Livre septiesme, Paris, Augustin Courbé, 1650.
- (Übersetzung und Nachdichtung) La Pharsale de Lucain, ou les Guerres civiles de César et de Pompée en vers françois, Paris, A. de Sommaville, 1654–1655 (mehrere Auflagen).
- Lucain travesty, ou les Guerres civiles de César et de Pompée en vers enjoués, Paris, A. de Sommaville, 1656 (mehrere Auflagen).
- Poésies diverses, Paris, A. de Sommaville, 1658.
  - (Auswahl) La Gageure ou Cent cinquante épigrammes et madrigaux contre des femmes fardées, Paris,  Éditions de la Nouvelle Revue française, 1920.
- Entretiens solitaires, ou Prières et méditations pieuses en vers françois, Paris, A. de Sommaville, 1660 (Kardinal Mazarin gewidmet, mehrere Auflagen; Inhalt: Bitte um Vergebung. Nicht-Verlässlichkeit des Menschen. Wankelmut. Süße göttlicher Liebe. Demut. Dankespflicht an Gott. Wunsch zur Umkehr. Unrecht, sich Gott zu verweigern. Böses Gewissen. Sündige Verhärtung. Verhalten des Tugendhaften. Bedauern über verschobene Umkehr. Loslösung von den Dingen dieser Welt. Kampf zwischen Sünde und Gnade. Neigung zum Laster. Bitte um vollkommene Umkehr. Göttliche gegen menschliche Klarheit. Nächstenliebe und Eigennutz [Et quand je vous ai cru mon objet le plus doux,/Au lieu de vous chercher, je me cherchais en vous]. Tugend ohne Mühe. Ablösung von allen Dingen. Frömmigkeit immer und überall möglich. Ewige Qual als Folge der Sünde. Die Gottesmutter. Süße der Weltabgeschiedenheit. Gründe für die Verachtung seiner selbst).
  - kritisch hrsg. von René Harmand, Paris, E. Cornély, 1912.
  - "Les entretiens solitaires" de Georges de Brébeuf, kritisch hrsg. von Thierry Brunel, Diss. Universität Lyon 3, 2009 (gedruckt 2011).
- Éloges poétiques, Paris, A. de Sommaville, 1661.
- Les Oeuvres de M. de Brébeuf, nouvellement mises au jour, hrsg. von Nicolas de Brébeuf, 2 Bde., Paris, J. Ribou, 1664.
- La Défence de l'Église romaine, hrsg. von Nicolas de Brébeuf, Paris, J.-B. Loyson, 1671 (gegen Calvin; für die Heiligen- und Reliquienverehrung, das Beichtsakrament, die Transsubstantiationslehre, das Messopfer, die Brotkommunion, die Bedeutung der guten Werke, das Fegefeuer u. a.).

### Handbuchliteratur
- Alain Viala, in: Laffont-Bompiani. Le nouveau dictionnaire des auteurs de tous les temps et de tous les pays, Paris 1994, S. 456–457 (Reihe Bouquins).
- Alain Viala, in: Dictionnaire des écrivains de langue française, hrsg. von Jean-Pierre Beaumarchais, Daniel Couty und Alain Rey, Paris, Larousse, 2001, S. 251.